# Willy Lessing
Willy Lessing (geboren am 19. Januar 1881 in Bamberg; gestorben am 17. Januar 1939 ebenda; vollständiger Name Wilhelm Heinrich Lessing) war ein deutscher Unternehmer. Von 1938 bis zu seinem Tod war er Vorsitzender der jüdischen Kultusgemeinde in Bamberg.

## Leben
Willy Lessing wurde als Sohn des Großbrauers Simon Lessing und dessen Frau Clara geboren. Er trat am Eröffnungstag, dem 1. Oktober 1890, in das Neue Gymnasium in Bamberg ein und legte dort das Abitur ab. Nach dem frühen Tod seines Vaters übernahm er als 22-Jähriger zusammen mit seiner Mutter die Leitung der Hofbräu Bamberg AG. 1919 fusionierte die Brauerei mit dem Brauhaus Erlwein & Schultheiß in Erlangen und entwickelte sich in der Folge zu einer der größten Brauereien Frankens. Lessing blieb Mehrheitsaktionär des Unternehmens. Vor dem Ersten Weltkrieg leitete er das Lokalbüro der Bamberger Sektion des Deutschen Flottenvereins. Nach seiner Kriegsteilnahme wurde er in der Weimarer Republik Mitglied der liberalen Deutschen Demokratischen Partei in Bamberg und wurde 1932 für sein bürgerschaftliches Engagement mit dem Ehrenzeichen des Deutschen Roten Kreuzes ausgezeichnet. Seine erfolgreiche unternehmerische Tätigkeit brachte ihm 1924 den Ehrentitel eines Kommerzienrats ein.

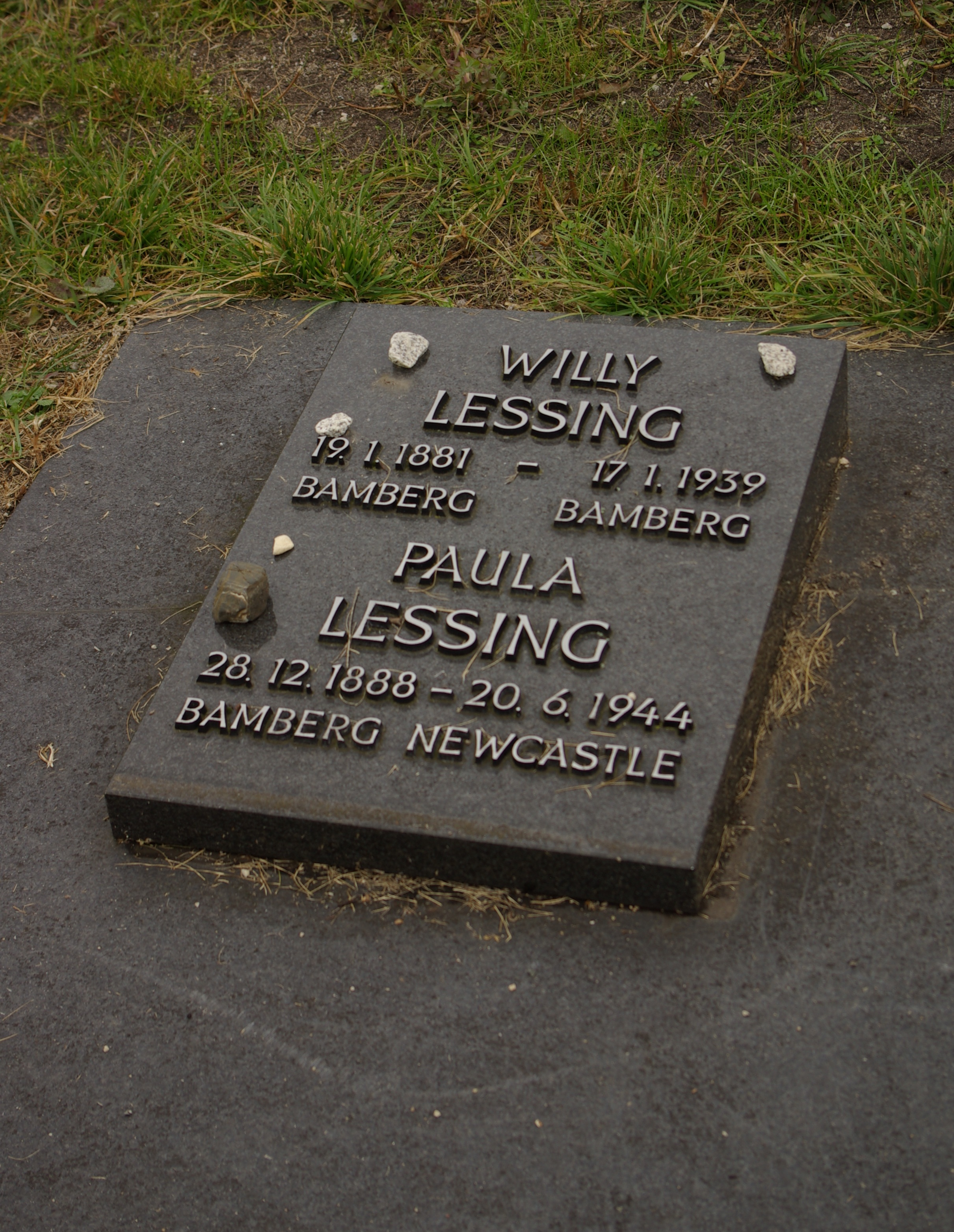
Grab von Willy Lessing auf dem jüdischen Friedhof in Bamberg

Nach der Machtergreifung der Nationalsozialisten wurden Lessings Aktien 1936 zwangsenteignet. Mehreren Warnungen zum Trotz und obwohl seine Frau mit dem Sohn schon nach Großbritannien geflüchtet war, blieb Lessing in Bamberg. 1938 übernahm er den Vorsitz der bereits dezimierten jüdischen Gemeinde der Stadt. Als beim Sturm auf die Bamberger Synagoge in der Nacht der Pogrome am 9. und 10. November 1938 das Gebäude in Flammen stand, eilte Lessing dorthin. Er wurde beim Versuch, die Torarolle zu retten, von den Brandstiftern erkannt und schwer misshandelt. Als er zu Hause blutüberströmt am Boden lag, drang der Mob in seine Wohnung ein und setzte auch diese in Brand. Lessing selbst wurde wieder auf die Straße gezerrt und bis zur Bewusstlosigkeit geschlagen. Zwei Monate später erlag er den Folgen der Misshandlungen. Lessings Frau Paula (1888–1944) gelang 1939 die Flucht nach Großbritannien. In Newcastle-on-Tyne lebte der 1934 emigrierte Sohn Friedrich Wilhelm Lessing (1915–1990), der später als Fred W. Lessing Industriemanager in den USA wurde.
Nach Ende des Zweiten Weltkriegs wurden am 26. November 1946 bzw. 11. April 1949 der Sturm auf die Synagoge und die Ermordung Lessings juristisch aufgearbeitet. Die beiden Haupttäter wurden zu sieben (Otto Körk) bzw. sechs (Hans Stadler) Jahren Zuchthaus verurteilt; Kreisleiter Lorenz Zahneisen erhielt vier Jahre Zuchthaus.
1948 beschloss der Stadtrat von Bamberg, die Sophienstraße, in der die Familie Lessing gelebt hatte, nach Willy Lessing zu benennen. Hier liegt auch ein Stolperstein für ihn.